# Tibicinidae
Famille
Les Tibicinidae sont des cigales de petite taille présentes en Europe. Les espèces présentes appartiennent toutes à la sous-famille des Tibicininae. Pour certains auteurs les Tibicinidae font partie de la famille des Cicadidae.

## Liste des genres
- Aestuansella Boulard, 1981
- Cicadetta Kolenati, 1857
- Cicadivetta Boulard, 1981
- Hilaphura Webb, 1979
- Pagiphora Horváth, 1912
- Tettigetta Kolenati, 1857
- Tympanistalna Boulard, 1982
- Saticula Stål, 1866
- Tibicina Kolenati, 1857